# Holland Car Abay
Der Holland Car Abay (nach dem Fluss Abbai bzw. Blauer Nil benannt) ist ein von 2007 bis 2010 in Handarbeit gebautes PKW-Modell des äthiopischen Automobilherstellers Holland Car. Es war das zweite Modell des seit 2005 bestehenden Unternehmens und eine Lizenzproduktion des chinesischen Lifan 520. Die Fahrzeugteile wurden dabei als CKD von Lifan angeliefert. Der Abay wurde in zwei Modellvarianten als LX mit Schaltgetriebe sowie in einer besser ausgestatteten Variante EX mit Automatikgetriebe angeboten.